# Johan Svangren
Johan Sven Svangren, född 22 februari 1975 i Huddinge församling, är en svensk skådespelare.
År 1997 spelade han Sören i Nattbuss 807 och 2000-2002 spelade han i TV-serien Skilda världar.

## Filmografi
- 1997 – Nattbuss 807 - Sören
- 1997 – Välkommen till festen - Simon
- 1998 – c/o Segemyhr - Tidningsbudet (gäst)
- 1999 – Ett litet rött paket (TV-serie)
- 2000 – Skilda världar - Anders Duprés (TV-serie, 2000-2002)
- 2000 – Sonny i ciggträsket - Sonny (kortfilm, även manus och regi)
- 2001 – Bruno - Bruno (kortfilm)
- 2001 – Om inte - Jesper Bergdal
- 2002 – Watching (kortfilm)
- 2002 – Smådeckarna - Moberg
- 2008 – Asterix på olympiaden (röst)